# Eino Leino (luchador)
Eino Leino (Kuopio, Finlandia, 7 de abril de 1891-Tampere, 30 de noviembre de 1986) fue un deportista finlandés especialista en lucha libre olímpica donde llegó a ser campeón olímpico en Amberes 1920. Además participó en otras tres Olimpiadas —París 1924, Ámsterdam 1928 y Los Ángeles 1932— ganando una medalla en cada una.

## Carrera deportiva
En los Juegos Olímpicos de 1920 celebrados en Amberes ganó la medalla de oro en lucha libre olímpica estilo peso medio, superando a su compatriota el también finlandés Väinö Penttala (plata) y al estadounidense Charley Johnson (bronce). Cuatro años después, en las Olimpiadas de París 1924 ganó la plata en peso wélter; posteriormente, en las de Ámsterdam 1928, el bronce en peso ligero; y por último, en las Olimpiadas de Los Ángeles 1932 ganó el bronce en peso wélter.